# Igor Kurceatov
Igor Vasilievici Kurceatov (n. 8/21 ianuarie 1903, Simski Zavod⁠(d), gubernia Ufa⁠(d), Imperiul Rus – d. 7 februarie 1960, Barvikha⁠(d), Q4247327⁠(d), RSFS Rusă, URSS) a fost un fizician și savant rus, academician, de trei ori Erou al Muncii Socialiste, laureat al Premiului Lenin, organizator și conducător științific al lucrărilor în domeniul tehnicii atomice.

## Biografie
S-a născut la data de 12 aprilie 1903 într-o familie de pădurari din satul Sim, nu departe de orașul Ufa. Igor a absolvit cu medalie de aur gimnaziul din Simferopol și tot aici intră la Universitate. Viața studențească a lui Kurceatov a decurs în condițiile dificile de după război, în vremuri de grea cumpănă, foamete. Studentul la facultatea de fizică și matematică Igor Kurceatov era nevoit să-și câștige existența, lucrând ca educator la grădinița de copii, ca paznic sau ca tăietor de lemne. A terminat Universitatea înainte de termeni, a plecat la Petrograd și a reușit să se înscrie în anul al 3-lea al Institutului politehnic. După absolvirea Institutului politehnic, Kurceatov este îndreptat la lucru la Institutul fizico-tehnic din Petrograd.

## Viață științifică
Primele sale cercetări științifice sunt legate de proprietățile unei ramuri noi ale științei, segnetoelectricitatea. Igor Kurceatov încă nu împlinise nici 30 de ani, când i s-a conferit titlul de doctor în științe fizico-matematice. În continuare a activat în domeniul fizicii atomice.
Între 1941 și 1945 talentatul savant a fost nevoit să plece pe front ca un soldat de rând. Ca fizician aflat la război, Kurceatov a rezolvat multe probleme extrem de importante legate de apărarea țării. Fiind chemat de pe front, împreună cu alți fizicieni, a rezolvat cu succes probleme precum demagnetizarea vaselor militare sovietice.
În cadrul programului sovietic de dezvoltare a bombei atomice, Kurceatov a jurat că nu își va rade barba până când programul nu va fi terminat cu succes. A continuat să poarte o barbă lungă, adeseori stilizată excentric, până la sfârșitul vieții, câștigându-și porecla Barbă.

## După 1945
După război, s-a ocupat intensiv cu fizica atomului cu scopuri militare și pașnice. Astfel, la 27 iunie 1954 a intrat în funcție prima centrală nucleară din lume, iar mai târziu a fost construit primul spărgător de gheață atomic "Lenin". Kurceatov a murit în anul 1960.